# (9210) 1995 BW2
A (9210) 1995 BW2 a Naprendszer kisbolygóövében található aszteroida. Ueda Szeidzsi és Kaneda Hirosi fedezte fel 1995. január 27-én.